# Carbon, Texas
Carbon là một thị trấn thuộc quận Eastland, tiểu bang Texas, Hoa Kỳ. Năm 2010, dân số của thị trấn này là 272 người.

## Dân số
- Dân số năm 2000: 224 người.
- Dân số năm 2010: 272 người.